# Ron Asheton
Ronald Frank Asheton (ur. 17 lipca 1948 w Waszyngtonie – zm. ok. 6 stycznia 2009 w Ann Arbor, Michigan) – amerykański muzyk, kompozytor i gitarzysta.

## Życiorys
Asheton urodził się w Waszyngtonie. Od piątego roku życia uczył się gry na akordeonie, zanim w wieku dziesięciu lat zainteresował się grą na gitarze basowej. W 1967 utworzył wraz z bratem Scottem (perkusja), Dave'em Alexandrem (gitara basowa) i Iggym Popem (wokalista) zespół The Stooges, w którym grał do 1971 jako gitarzysta. W tym czasie muzycy nagrali dla wytwórni Elektra Records dwa studyjne albumy: The Stooges (1969) i Fun House (1970). Kiedy w połowie 1970 menedżerem zespołu został John Adams, który wciągnął jego członków w nałóg narkotyczny – Ron jako jedyny z nich pozostał czysty. The Stooges w tym czasie popadli w stagnację przez co zostali usunięci z wytwórni i pozbawieni dalszej możliwości funkcjonowania.
Kiedy w 1972 z pomocą zespołowi przybył David Bowie, grupa odrodziła się w nieco zmienionym składzie: obok Iggy'ego, Scotta i Rona (który chwycił tym razem za gitarę basową) pojawił się grający na gitarze James Williamson (choć od połowy 1970 towarzyszył The Stooges na koncertach jako drugi gitarzysta). Jesienią 1972 nagrali w Londynie dla wytwórni Columbia Records trzeci album Raw Power, który ukazał się w 1973 pod szyldem Iggy & the Stooges. Rok później zespół rozpadł się, a bracia Ashetonowie przeszli do The New Order (niemający nic wspólnego z brytyjską grupą New Order). Ron występował tam do 1976 roku po czym dołączył do grupy Destroy All Monsters. Później pojawiał się w zespołach Dark Carnival i New Race. Między 1988 a 1996 wystąpił jako aktor w kilku filmach: The Carrier (1988, reż. Nathan J. White), Hellmaster (1992, reż Douglas Schulze), Mosquito (w Polsce znany jako "Komary") (1995, reż. Gary Jones) oraz Frostbiter: Wrath of the Wendigo (1996, reż. Tom Chaney)
W 2000 wraz z Mikiem Wattem (ex – Minutemen), J Mascisem (Dinosaur Jr.), Thurstonem Moore'em (Sonic Youth) oraz Markiem Armem (Mudhoney) zagrał na ścieżce dźwiękowej do filmu Velvet Goldmine (w Polsce znanym pt. "Idol").
W 2003 wraz ze swoim bratem Scottem wziął udział w nagranich na płytę Iggy'ego Skull Ring (nagrali cztery premierowe utwory), po czym niewiele później we trzech ogłosili reaktywację The Stooges (po 29 latach przerwy). Po dołączeniu basisty Mike'a Watta (zastąpił Dave'a Alexandra zmarłego w 1975) zagrali w następnych latach wiele koncertów na wszystkich kontynentach. W 2007 pod opieką producencką Steve'a Albiniego nagrali nową płytę The Weirdness. 24 czerwca tego samego roku Ron wraz z zespołem odwiedził Polskę, gdzie wystąpili w Hali Orbita we Wrocławiu. Ostatni koncert z The Stooges zagrał w Lublanie (Słowenia) 29 września 2008.
W nocy z 5 na 6 stycznia 2009 policja odnalazła go martwego, leżącego na łóżku w jego domu w Ann Arbor. Zmarł na atak serca prawdopodobnie kilka dni wcześniej. Policję wezwał asystent Rona, który od kilku dni próbował się z nim bezskutecznie skontaktować.
Ron Asheton w rankingu 100 Greatest Guitarists of All Time (ang. 100 najlepszych gitarzystów wszech czasów) magazynu Rolling Stone zajął 29 miejsce.

## Dyskografia

### The Stooges
- The Stooges (1969)
- Fun House (1970)
- Raw Power (1973)
- The Weirdness (2007)

### The New Order
- New Order  (1977)
- Victim Of Circumstance (1989)
- Declaration of War (1990)

### Destroy All Monsters
- November 22nd 1963 (1989)
- Bored (1999) – nagrane w 1978

### New Race
- The First and Last (1982)
- The First To Pay (1989)
- The Second Wave (1990)

### Dark Carnival
- Live – Welcome to Show Business (1990)
- Greatest Show in Detroit (1991)
- Last Great Ride (1996)
- HOTBOX Greatest Hits 6 Disc set (2006)

### The Powertrane
- Ann Arbor Revival Meeting (2003)